# Marschlande
Marschlande este un sector din Hamburg care cuprinde cartierele Allermöhe, Billwerder, Moorfleet, Ochsenwerder, Reitbrook, Spadenland și Tatenberg.